# Jean Arago
Pour les articles homonymes, voir Arago.
Jean Arago, né à Estagel (Roussillon) le 25 mai 1788 et mort à Mexico (Mexique)  le 9 juillet 1836, est un militaire français devenu général dans l'armée mexicaine.

## Biographie

### Famille
Jean Arago est le sixième des onze enfants de François Bonaventure Arago et de son épouse Marie Arago. 

### Carrière militaire
Caissier de la Monnaie de Perpignan lors de la Seconde Restauration, il est destitué et s'embarque pour La Nouvelle-Orléans. Profitant de ses connaissances en administration militaire acquises auprès du général Duhesme, dont il avait été le secrétaire, il passe au service des rebelles mexicains et combat dans leurs rangs durant la guerre d'indépendance contre l'Espagne, entre 1816 et 1821. Se distinguant par sa bravoure et ses talents militaires, il est nommé commandant en chef en 1818, à la suite d'une révolte du corps des officiers contre le père Torres. Le général Santa-Anna lui doit une grande partie de ses premiers succès. Les troupes de Ferdinand VII battues, il se voit décerner par les vainqueurs le grade de général.
En 1836, atteint d'hydropisie, Arago participe à l'expédition du Texas. Mais, dans les derniers jours de juin, il rentre à Mexico, où il meurt le 9 juillet 1836.